# Schiemann-reakció
A Schiemann-reakció olyan szerves kémiai reakció, mellyel (1) anilinszármazékokat (2) diazónium-fluoroborát köztiterméken keresztül (3) aromás fluoriddá (aril-fluoriddá) lehet alakítani. Ez a reakció – mely nevét Günther Schiemann német kémikus után kapta – a fluorbenzol és származékainak, például a 4-fluorbenzoesav  előnyben részesített szintézismódja.
A reakció hasonlít a Sandmeyer-reakcióra, mellyel diazóniumsókból más aril-halogenidek állíthatók elő.

## Fordítás
Ez a szócikk részben vagy egészben  a   Balz–Schiemann reaction című angol Wikipédia-szócikk ezen változatának fordításán alapul.  Az eredeti cikk szerkesztőit annak laptörténete sorolja fel. Ez a jelzés csupán a megfogalmazás eredetét és a szerzői jogokat jelzi, nem szolgál a cikkben szereplő információk forrásmegjelöléseként.